# Дрізд чорноголовий
Дрізд чорноголовий (Turdus celaenops) — вид горобцеподібних птахів родини дроздових (Turdidae). Ендемік Японії. Раніше вважався підвидом золотистого дрозда, однак був визнаний окремим видом.

## Опис
Довжина птаха становить 23 см. У самців голова, горло і верхня частина грудей чорні, груди іржасто-руді, боки і середина живота білі. Верхня частина тіла коричнева, крила і хвіст чорнуваті. У самиць голова коричнева, горло біле, поцятковане чорними смужками. Дзьоб жовтий, навколо очей жовті кільця.

## Поширення і екологія
Чорноголові дрозди мешкають на островах Ідзу (за винятком островів Дзунан), а також на острові Якусіма та на островах Токара. Частина птахів взимку мігрує на північ, на острів Осіма та на півострів Ідзу.
Чорноголові дрозди живуть в широколистяних лісах і рідколіссях з густими кронами і рідким чагарниковим підлісом, на узліссях, на полях і в садах. Уникають лісів з бамбуковим підліском. На острові Якусіма птахи також живуть в мішаних ялівцево-рододендронових лісах. Живляться комахами та іншими безхребетними, взимку також ягодами і насінням. Сезон розмноження на острові Міяке триває з березня по липень з піком в травні. Чорноголові дрозди гніздяться на деревах, в кладці 3-4 блакитних, поцяткованих коричневими плямками яйця. За пташенятами доглядають і самиці, і самці.

## Збереження
МСОП класифікує цей вид як вразливий. За оцінками дослідників, популяція чорноголових дроздів становить від 3500 до 15000 птахів. Їм загрожує хижацтво з боку сибірських мустел, великодзьобих ворон і котів, а також знищення природного середовища.